# Gemehret
Gemehret is een tegen de Belgische stad Eupen aangegroeid gehucht in deze gemeente in de Duitstalige Gemeenschap.
Deelgemeenten: Eupen · Kettenis

Overige kernen: Gemehret · Nispert · Rothfeld · Stockem · Ternell

Belgische gemeenten · Duitstalige Gemeenschap · Arrondissement Verviers · Luik · Wallonië